# Werner Amend
Werner Amend (* Juli 1953 in Goddelau) ist ein deutscher parteiloser Politiker, er war von 2011 bis 2017 Bürgermeister der Stadt Riedstadt.

## Leben
Nach dem Abitur und dem Wehrdienst studierte Amend Betriebswirtschaftslehre in Frankfurt am Main. Anschließend arbeitete er für mehrere Unternehmen im Rhein-Main-Gebiet, unter anderem zehn Jahre für HEAG.
Amend gehörte seit 1979 der SPD an. Für seine Partei saß er mehrere Jahrzehnte in der Riedstädter Stadtverordnetenversammlung und bekleidete in dieser Zeit für 14 Jahre das Amt des Stadtverordnetenvorsitzenden. Im Zuge der versuchten Bildung einer rot-grünen Minderheitsregierung durch Andrea Ypsilanti und dem innerparteilichen Umgang mit deren Kritikern Jürgen Walter, Carmen Everts, Silke Tesch und Dagmar Metzger, trat Amend Ende 2010 aus der Partei aus.
Anfang 2011 kandidierte er als Parteiloser für das Amt des Bürgermeisters von Riedstadt. Nachdem bei der Wahl am 9. Januar kein Kandidat die Mehrheit erzielen konnte, setzte sich Amend am 23. Januar in einer Stichwahl mit 53,9 % gegen den Kandidaten seiner früheren Partei, Patrick Fiederer, durch. Bei der SPD-internen Entscheidung darüber, wer Bürgermeisterkandidat der Sozialdemokraten werden sollte, war er Fiederer 2010 noch unterlegen.
Bei der Bürgermeisterwahl 2016 erzielte er am 6. November mit 24,6 % den dritten Platz. und zog damit nicht in die am 27. November stattfindende Stichwahl ein. Bei selbiger wurde Marcus Kretschmann (CDU) zu Amends Nachfolger gewählt. Er löste Amend am 4. April 2017 im Bürgermeisteramt ab.
Amend ist verheiratet und hat zwei Söhne.